# Klaus-Dieter Framke
Klaus-Dieter Framke (* um 1942; † 18. Juli 1977) war ein deutscher Badmintonspieler. 

## Karriere
Klaus-Dieter Framke gewann 1962 bei den deutschen Meisterschaften Bronze im Doppel und im Einzel. Ein Jahr später wurde er Dritter mit dem Team des 1. BC Wiesbadener. 1965 steigerte sich das Team auf Rang zwei. In diesem Jahr gewann er auch seinen einzigen deutschen Meistertitel, als er im Doppel mit Manfred Fulle erfolgreich war.

## Sportliche Erfolge
| Saison    | Veranstaltung                          | Disziplin    | Platz | Name |
| --------- | -------------------------------------- | ------------ | ----- | --- |
| 1960/1961 | Deutsche Einzelmeisterschaft U18       | Herreneinzel | 3     | Klaus-Dieter Framke (BC Biebrich)                                                                                  |
| 1961/1962 | Deutsche Einzelmeisterschaft           | Herreneinzel | 3     | Klaus-Dieter Framke (1. Wiesbadener BC)                                                                            |
| 1961/1962 | Deutsche Einzelmeisterschaft           | Herrendoppel | 3     | Uwe Jacobsen / Klaus-Dieter Framke (1. Wiesbadener BC)                                                             |
| 1962/1963 | Südwestdeutsche Badmintonmeisterschaft | Herreneinzel | 1     | Klaus-Dieter Framke (1. Wiesbadener BC)                                                                            |
| 1962/1963 | Deutsche Mannschaftsmeisterschaft      | Mannschaft   | 3     | 1. BC Wiesbaden (Klaus-Dieter Framke, Uwe Jacobsen, Manfred Fulle, Munzlinger, M. Geist, Edeltraut Geist, Lohmann) |
| 1963/1964 | Südwestdeutsche Badmintonmeisterschaft | Herreneinzel | 1     | Klaus-Dieter Framke (1. Wiesbadener BC)                                                                            |
| 1963/1964 | Deutsche Einzelmeisterschaft           | Herrendoppel | 3     | Klaus-Dieter Framke / Manfred Fulle (1. Wiesbadener BC)                                                            |
| 1964/1965 | Deutsche Mannschaftsmeisterschaft      | Mannschaft   | 2     | 1. BC Wiesbaden (Klaus-Dieter Framke, Manfred Fulle, Peter Knack, Lim, Edeltraut Geist, Rosel Filpe)               |
| 1964/1965 | Deutsche Einzelmeisterschaft           | Herrendoppel | 1     | Klaus-Dieter Framke / Manfred Fulle (1. Wiesbadener BC)                                                            |
| 1965/1966 | Deutsche Einzelmeisterschaft           | Herrendoppel | 3     | Klaus-Dieter Framke / Manfred Fulle (1. Wiesbadener BC)                                                            |